# Videogiochi di James Bond
I videogiochi ispirati a James Bond sono una serie di titoli sparatutto e di altri generi (compresi i giochi di avventura e GDR), sviluppati e pubblicati da svariati produttori. La trama è incentrata sull'agente dei servizi segreti britannici di Ian Fleming, James Bond.

## Cronologia

### 1983–1996
Il primo videogioco ufficiale di James Bond, James Bond 007, è stato pubblicato dalla Parker Brothers nel 1983 per diverse console e computer. Prima ancora, per lo stesso anno la Parker aveva annunciato il lancio di Octopussy, differente e ispirato in particolare al film Octopussy - Operazione piovra uscito in quel periodo, ma la pubblicazione non avvenne mai.
In modo non ufficiale, nel 1981 la SEGA aveva già commercializzato l'arcade 005, un'evidente imitazione della serie di Bond. A inizio 1983 era uscito anche Shaken But Not Stirred, avventura testuale per ZX Spectrum, che fa esplicito riferimento a 007, ma presumibilmente non aveva licenza ufficiale. Inoltre, sebbene non risulti esistere alcun arcade ufficiale di 007, nel 1980 la Gottlieb aveva prodotto con licenza un flipper.
Dal 1983 vennero pubblicati numerosi titoli ispirati dai film ufficiali, dai romanzi di Ian Fleming, o ideati direttamente da sviluppatori o editori di videogiochi.
In questi anni sono stati pubblicati un abbondante numero di giochi, realizzati con diversi stili, inclusi side-scrolling e avventura testuale. Ben sei titoli sono stati prodotti dalla britannica Domark, altri da Mindscape, U.S. Gold e altre.

### 1997–2002
Il primo grosso successo si ebbe nel 1997 con l'uscita di GoldenEye 007 di Rare su Nintendo 64. GoldenEye 007 è uno sparatutto in prima persona ispirato al rispettivo film, con una componente multiplayer. Il gioco ha riscosso recensioni molto positive e venduto più di otto milioni di copie.
Il successivo Tomorrow Never Dies, basato sul film Agente 007 - Il domani non muore mai, non sviluppato da Rare, è caratterizzato da una prospettiva in terza persona differente da GoldenEye 007. Riscuotendo un discreto successo, il titolo seguente, The World Is Not Enough, torna ad essere in prima persona. Tuttavia, l'editore Electronic Arts, che possedeva i diritti di pubblicazione dei videogiochi della serie, ha scelto sviluppatori differenti per le diverse piattaforme: Eurocom per il Nintendo 64 e Black Ops per la PlayStation, con risultati notevolmente differenti. Nel primo sono state pubblicate buone recensioni, più che nella versione su PlayStation. Pertanto il gioco non ha ottenuto il successo finanziario di GoldenEye 007, portando EA ad abbandonare la produzione di titoli appartenenti alla serie di film di James Bond.
Nel 2001 EA mette in commercio 007: Agent Under Fire per Xbox, PlayStation 2, e GameCube, con trama originale e il protagonista privo di somiglianze con l'attore dell'epoca Pierce Brosnan. Il gioco, rispetto ai precedenti, presenta anche elementi guida con sparatutto in prima persona.
Nel 2002 viene pubblicato James Bond 007: Nightfire, prodotto da Eurocom per PlayStation 2, GameCube, ed Xbox. Gearbox Software ha sviluppato il gioco su Windows, mentre successivamente Aspyr pubblica la versione per Mac. Le versioni per computer presentano una notevole differenza dalle rispettive versioni per console, con diverse missioni, una trama modificata, e la possibilità di giocare online.
Nel 2003 EA Games commercializza Nightfire su Game Boy Advance, questa volta sviluppato da JV Games.

### 2004-2007
Nel 2004 EA distribuisce James Bond 007: Everything or Nothing, per PlayStation 2, GameCube e Xbox. Diversamente dai due titoli precedenti, è uno sparatutto in terza persona con missioni di guida, e doppiato con le voci di Pierce Brosnan, Judi Dench, Willem Dafoe e John Cleese; la storia è scritta da Bruce Feirstein ed è collegata al film 007 - Bersaglio mobile. Il titolo ha ottenuto successi più che positivi. Nello stesso anno GoldenEye: Rogue Agent viene commercializzato da EA per le stesse piattaforme. Diversamente dal titolo precedente, è uno sparatutto in prima persona.
Il 2005 vede la pubblicazione di Dalla Russia con amore, basato sul film A 007, dalla Russia con amore. James Bond ha per la prima volta le sembianze dell'attore della pellicola, Sean Connery. Il gioco è uno sparatutto in terza persona adattato fedelmente alla trama del film, se non che per pochi minimi particolari e per l'ampliamento della storia.
Dal 1999, Electronic Arts ha avuto l'esclusiva dei diritti sullo sviluppo di videogiochi basati sui film ufficiali di James Bond. Nel 2003, la MGM Interactive ha esteso il contratto con EA sino al 2010. Tuttavia, il contratto si interrompe nel settembre 2007 poiché EA ha preferito soffermarsi nello sviluppo dei propri titoli tralasciando quelli ispirati alle serie di film. Oltretutto, una fonte rivela l'incapacità di EA a realizzare il gioco Casino Royale, portando alla chiusura del contratto con MGM, che temeva di perdere milioni di costi nel caso di fallimento da parte di EA.

### Dal 2008
Nel maggio 2006 Activision acquisisce i diritti non esclusivi allo sviluppo e pubblicazione dei videogiochi James Bond entrando ufficialmente in vigore nel Settembre 2007.. In occasione dell'uscita del film il 31 ottobre 2008, Activision pubblica Quantum of Solace, unendo le storie dei film Casino Royale (2006) e Quantum of Solace.
In occasione dell'E3 2010, Nintendo ufficialmente rivela il remake di GoldenEye 007, per Wii. Eurocom torna al franchise Bond per la prima volta da Nightfire (inoltre sviluppano Quantum of Solace per PlayStation 2), e creano il remake di GoldenEye usando il motore grafico di Dead Space: Extraction.
Un mese dopo, in un comunicato si trapela che Activision ha assunto Bizarre Creations al lavoro sulla pubblicazione di James Bond 007: Blood Stone, un titolo Bond originale scritto da Bruce Feirstein.

## Remake amatoriali
GoldenEye: Source è un mod sviluppato utilizzando il codice sorgente  di Valve Corporation per il gioco per computer Half-Life 2. GoldenEye: Source è basato sul pluripremiato titolo GoldenEye 007 per Nintendo 64.

## Titoli pubblicati
| Titolo                                | Anno | Piattaforme |
| ------------------------------------- | ---- | --- |
| James Bond 007                        | 1983 | Atari 2600, Atari 5200, Atari 8-bit, ColecoVision, Commodore 64, SG-1000                                            |
| A View to a Kill (Domark)             | 1985 | Amstrad CPC, Commodore 64, MSX, Oric, ZX Spectrum                                                                   |
| A View to a Kill (Mindscape)          | 1985 | Apple II, MS-DOS, Mac OS                                                                                            |
| James Bond 007: Goldfinger            | 1986 | Apple II, MS-DOS, Mac OS                                                                                            |
| The Living Daylights                  | 1987 | Amstrad CPC, Atari 8-bit, BBC Micro, Commodore 64, MSX, ZX Spectrum, Amstrad PCW                                    |
| Live and Let Die                      | 1988 | Amiga, Amstrad CPC, Atari ST, Commodore 64, ZX Spectrum                                                             |
| Licence to Kill                       | 1989 | DOS, Amiga, Amstrad CPC, Atari ST, BBC Micro, Commodore 64, MSX, ZX Spectrum                                        |
| The Spy Who Loved Me                  | 1990 | Amiga, Atari ST, Amstrad CPC, Commodore 64, DOS(?), ZX Spectrum                                                     |
| Operation Stealth                     | 1990 | Amiga, Atari ST, DOS                                                                                                |
| Q's Armoury                           | 1990 | ZX Spectrum |
| Lord Bromley's Estate                 | 1990 | ZX Spectrum |
| James Bond 007: The Duel              | 1992 | Sega Mega Drive, Sega Game Gear, Sega Master System                                                                 |
| James Bond Jr.                        | 1992 | NES, SNES |
| James Bond 007                        | 1997 | Game Boy |
| GoldenEye 007                         | 1997 | Nintendo 64 |
| Tomorrow Never Dies                   | 1999 | Sony Playstation |
| The World Is Not Enough               | 2000 | Nintendo 64, Sony PlayStation, Nintendo Game Boy Color                                                              |
| 007 Racing                            | 2000 | Sony Playstation |
| James Bond 007: Agent Under Fire      | 2001 | Sony PlayStation 2, Microsoft Xbox, Nintendo GameCube                                                               |
| James Bond 007: Nightfire             | 2002 | Sony PlayStation 2, Microsoft Xbox, Nintendo GameCube, Microsoft Windows, Apple Macintosh, Nintendo GameBoy Advance |
| James Bond 007: Everything or Nothing | 2004 | Sony PlayStation 2, Microsoft Xbox, Nintendo GameCube, Nintendo GameBoy Advance                                     |
| Dalla Russia con amore                | 2005 | Sony PlayStation 2, Microsoft Xbox, Nintendo GameCube, Sony PlayStation Portable                                    |
| Quantum of Solace                     | 2008 | Microsoft Windows, Sony PlayStation 2, Sony PlayStation 3, Nintendo Wii, Microsoft Xbox 360, Nintendo DS            |
| GoldenEye 007 (remake)                | 2010 | Nintendo Wii, Nintendo DS                                                                                           |
| James Bond 007: Blood Stone           | 2010 | PlayStation 3, Nintendo DS, Microsoft Windows, Xbox 360                                                             |
| 007 Legends                           | 2012 | Microsoft Windows, PlayStation 3, Xbox 360, Wii U                                                                   |